# 6-Millimeter-Band
Als 6-Millimeter-Band bezeichnet man den Frequenzbereich von 47 bis 47,2 GHz. Er liegt im Mikrowellenspektrum. Der Name leitet sich von der ungefähren Wellenlänge dieses Frequenzbereiches ab. Dieser Frequenzbereich ist dem Amateurfunkdienst zugewiesen.